# Elżbieta Seton

Widok na kościół pw. św. Elżbiety Seton zbudowanym w miejscu jej domu w Nowym Jorku przy State Street 7.

Elżbieta Anna Seton z domu Bailey, właśc. ang. Elizabeth Ann Seton née Bailey (ur. 28 sierpnia 1774 w Nowym Jorku,  zm. 4 stycznia 1821 w Emmitsburgu) – amerykańska pedagog, konwertytka, zakonnica, założycielka Zgromadzenia Sióstr Miłosierdzia św. Józefa w USA, pionierka szkolnictwa katolickiego w USA oraz pierwsza rodzima obywatelka Stanów Zjednoczonych, która została kanonizowana przez Kościół katolicki. 

## Życiorys
Elżbieta Anna Seton urodziła się 28 sierpnia 1774 r. w Nowym Jorku, w rodzinie nowojorskiego lekarza Richarda Bayley i Catherine Charlton. Została ochrzczona w Kościele Episkopalnym do którego należała jej matka. Od trzeciego roku życia wychowywała ją macocha Charlotta Amelia Barclay, druga żona Richarda. Mając dziewiętnaście lat Elżbieta poślubiła Williama Magee Setona, bogatego kupca zajmującego się handlem międzynarodowym. Wspólnie mieli piątkę dzieci: Marię, Williama, Richarda, Catherinę i Rebeccę.
W wyniku konfliktu pomiędzy Stanami Zjednoczonymi a I Republiką Francuską w latach 1798-1800 przedsiębiorstwo Setonów podupadło i w rezultacie William Seton musiał ogłosić bankructwo. To pogorszyło stan zdrowotny Wiliama, który chorował na gruźlicę. Szukając lepszych możliwości do życia oraz dla ratowania zdrowia Wiliama w 1803 r. małżonkowie razem z najstarszą córką postanowili wyjechać z kraju. Wybór padł na włoskie miasto Livorno, gdzie mieszkali jego przyjaciele, włoscy kupcy bracia Antonio i Filippo Filicchi. Po przyjeździe rodzina została poddana kwarantannie w związku z występowaniem żółtej febry w Nowym Jorku. Wkrótce potem 27 grudnia 1803 r. Wiliam zmarł.
Śmierć męża oraz czas spędzony w katolickich Włoszech silnie zapisały się w psychice Elżbiety, co zaowocowało podjęciem przez nią decyzji o jej przejściu na katolicyzm. Oficjalnie Elżbieta przyjęła wyznanie katolickie 14 marca 1805 r. w nowojorskim kościele św. Piotra na Manhattanie. W tym czasie Elżbieta zajmowała się prowadzeniem szkoły dla dziewcząt, nauczaniem, a następnie prowadzeniem pensjonatu dla uczniów. Jednak jej konwersja na katolicyzm została negatywnie odebrana przez protestanckie środowisko Nowej Jorku, co powodowało ciągły odpływ uczniów.
W 1806 r. Elżbieta spotkała się z sulpicjaninem, późniejszym arcybiskupem Louisem Dubourgem, który zaproponował jej poprowadzenie katolickiej szkoły dla dziewcząt najpierw w Baltimore, a później w Emmitsburgu, gdzie znajdowała się sulpicjańska misja. W 1809 r. Elżbieta rozpoczęła pracę nad powołaniem do życia Akademii św. Józefa i katolickiej szkoły dla dziewcząt w Emmitsburgu. Była to pierwsza bezpłatna katolicka szkoła dla dziewcząt w USA. Stąd powołanie jej do życia uznaje się za początek budowy katolickiego systemu szkół parafialnych w Stanach Zjednoczonych.
Jednocześnie, w tym samym roku Elżbieta założyła wspólnotę zakonną poświęconą edukacji i opiece nad ubogimi dziećmi. Było to pierwsze katolickie zgromadzenie sióstr zakonnych założone w Stanach Zjednoczonych. Zgromadzenie przyjęło nazwę Sióstr Miłosierdzia św. Józefa i dzięki wpływowi księdza Louisa Dubourga oparte było na regule francuskiego Zgromadzenia Sióstr Miłosierdzia św. Wincentego a Paulo (szarytki). Od tego momentu Elżbieta stała się znana jako „Matka Seton”. Przez resztę swojego życia kierowała zgromadzeniem i kontynuowała pracę nad edukacją oraz wychowaniem młodzieży. Zmarła na gruźlicę 4 stycznia 1821 r. w Emmitsburgu w wieku 46 lat.

## Beatyfikacja i kanonizacja
17 marca 1963 r. została uroczyście beatyfikowana w Watykanie przez papieża Jana XXIII, a po dwunastu latach kanonizowana 14 września 1975 r. na placu św. Piotra w Watykanie przez papieża Pawła VI.
Jej wspomnienie liturgiczne obchodzone jest w Kościele katolickim w rocznicę jej śmierci 4 stycznia. Ponadto tego samego dnia wspominana jest także w kalendarzu liturgicznym Kościoła Episkopalnego w Stanach Zjednoczonych Ameryki.

## Cuda
Kościół katolicki za warunek kanonizacji uważają przynajmniej dwa cuda za wstawiennictwem tej osoby. Elizabeth przypisuje się trzy cuda:
- Uleczyła siostrę Gertrudę Korzendofer z raka,
- Uleczyła Teresę Ann O’Neill z dotkliwej białaczki,
- Uleczyła Carl Kalin z zapalenia mózgu.